# Raluca Udroiu
Raluca Antonina Udroiu (Baia Mare, Rumanía, 12 de mayo de 1982) es una nadadora retirada especializada en pruebas de estilo espalda. Fue medalla de bronce en la prueba de 4x100 metros estilos durante el Campeonato Europeo de Natación de 2000.
Representó a Rumanía en los Juegos Olímpicos de Sídney 2000.

## Palmarés internacional
| Campeonato Europeo de Natación | Campeonato Europeo de Natación | Campeonato Europeo de Natación | Campeonato Europeo de Natación |
| Año                            | Lugar                          | Medalla                        | Prueba                         |
| ------------------------------ | ------------------------------ | ------------------------------ | ------------------------------ |
| 2000                           | Helsinki ( Finlandia)          | Medalla de bronce              | 4 × 100 m estilos              |